# Mellini-Theater

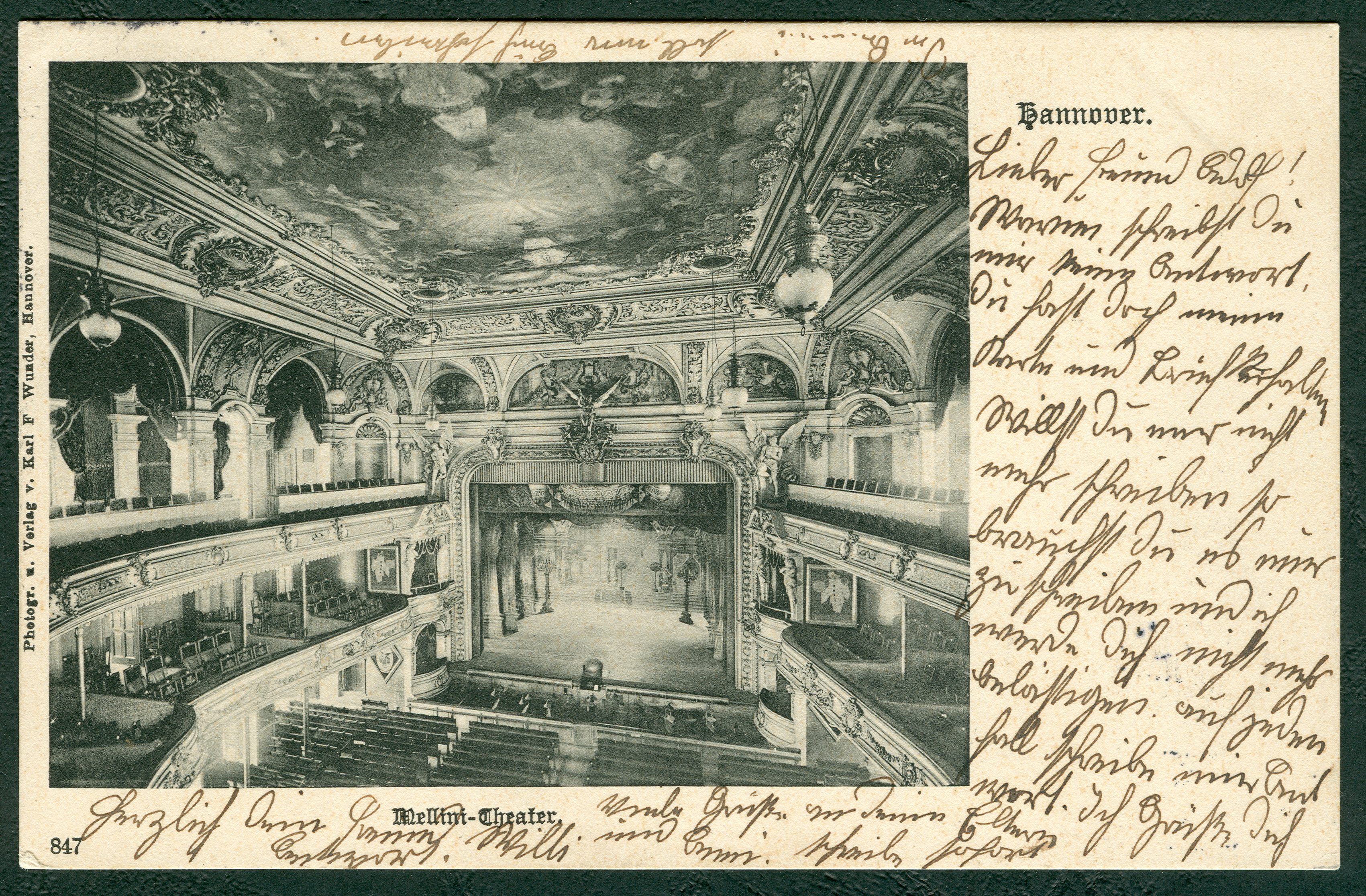
Um 1900: Innenansicht mit dem Deckengemälde von Ernst Pasqual Jordan

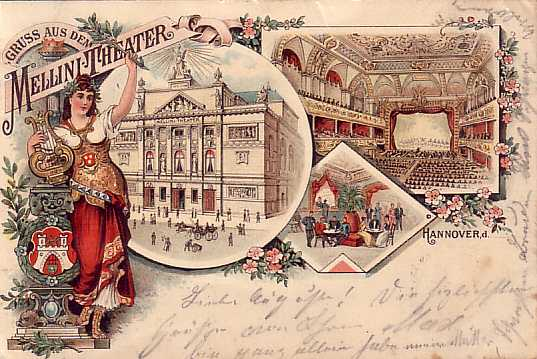
Ansichtskarte um 1897

Das Mellini-Theater in Hannover galt um die Wende vom 19. zum 20. Jahrhundert als eines der führenden Varietétheater in Deutschland.

## Geschichte
Der Zauberkünstler und Artist Hermann Mehl (1843–1923) kam in den 1870er Jahren nach Hannover und trat dort unter dem Künstlernamen „Mellini“ auf. Im Jahr 1889 ließ er in der damaligen Artilleriestraße 10 in Hannover ein „Spezialitäten-Theater“ mit 1667 Plätzen errichten. Das Bauwerk wurde nach Plänen von Theodor Hecht und H. Siepmann errichtet und am 7. September 1889 eröffnet. Sein Giebel war mit symbolischen Darstellungen des Tanzes, des Gesangs und der Akrobatik von Carl Dopmeyer geschmückt. Das Deckengemälde des Theaters schuf der Maler Ernst Pasqual Jordan.

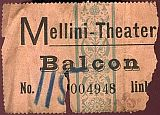
Eintrittskarte aus der Saison 1906/07

Das Haus wurde zunächst für Artistik- und Ballettvorführungen sowie Varieté-Veranstaltungen, Kleinkunst und Operetten genutzt. Ab 1897 wurden auch „laufende Bilder“ bzw. „lebende Riesen-Photographien“ der Madame Olinka gezeigt, woraus sich bald die Tradition entwickelte, zum Abschluss der Varieté-Veranstaltungen Kinovorführungen zu zeigen. Im Jahr 1900 wurde das Haus verkauft; Hermann Mehl blieb aber künstlerischer Leiter.
1910 wurde das Theater neu gebaut, vor allem aber erfolgte ein „völliger Innenumbau.“
1930 ging das Haus in den Besitz von Anton Lölgen über, der es als reines Operettentheater weiterführte. Zu Beginn der 1930er Jahre soll das Haus auch von den Berliner Theaterdirektoren Fritz und Alfred Rotter bespielt worden sein.
Im Dritten Reich wurde das Theater durch den Göttinger Architekten Diez Brandi umgebaut und erhielt eine Fassade im Stil der Architektur im Nationalsozialismus. Das Haus wurde zum Kraft-durch-Freude-Theater erklärt.
1943 wurde das Gebäude infolge der Luftangriffe auf Hannover schwer beschädigt. 1946 schaufelten junge Schauspieler die Kellerräumlichkeiten frei und eröffneten unter der Leitung von Jürgen von Alten die „Junge Bühne“ mit Fred Dengers Schauspiel „Wir heißen euch offen“. Im selben Jahr nutzte von Alten gemeinsam mit Hans Günther von Klöden die Keller für die „Kammerspiele Hannover“ und führte hier unter anderem Bertolt Brechts Dreigroschenoper auf.
1954 wurde der Bau abgerissen.

## Künstler
Adolf Wohlauer war noch während seiner Studienzeit 1913 Kapellmeister im Mellini-Theater, Rudolf Senius war dort von 1915 bis 1918 beschäftigt, Walter Jankuhn hatte einige seiner ersten Engagements dort. Mit ihm und seiner Ehefrau „Tutti“ (Karin, geborene Ahrens) blieb die am Mellini-Theater arbeitende Operettensängerin Emmi Wöbbeking ein Leben lang in Freundschaft verbunden.
In den 1920er oder 1930er Jahren war Fritz Eckhardt am Mellini-Theater engagiert. Von 1939 bis 1941 wirkten Brigitte Mira und Hans Beirer am Mellini-Theater.